# 大森真理
大森 真理（おおもり まり、1986年5月23日 - ）は日本で活動するミュージカル俳優である。岡山県倉敷市出身。劇団四季所属。

## 来歴
岡山県立倉敷青陵高等学校を経て愛媛大学教育学部に入学しチアリーディング部に入部する。大学卒業後はダンスオブハーツに入学し4年間在学した。2012年に劇団四季のオーディションに合格し四季へ入団する。2013年7月12日に自由劇場で開幕した人間になりたがった猫東京公演初日のパン屋役が初舞台出演となった。2016年12月11日に開幕したノートルダムの鐘東京公演ではアンサンブル2枠役のオリジナルキャストとして出演している。

## 主な出演作品
- 人間になりたがった猫（2013年パン屋）
- ライオン・キング（2013年アンサンブル4枠、2015年シェンジ）
- リトル・マーメイド （2014年アンサンブル1枠/アリスタ）
- ノートルダムの鐘（2016年アンサンブル2枠）
- ※括弧内の年は初出演年